# Sokoa

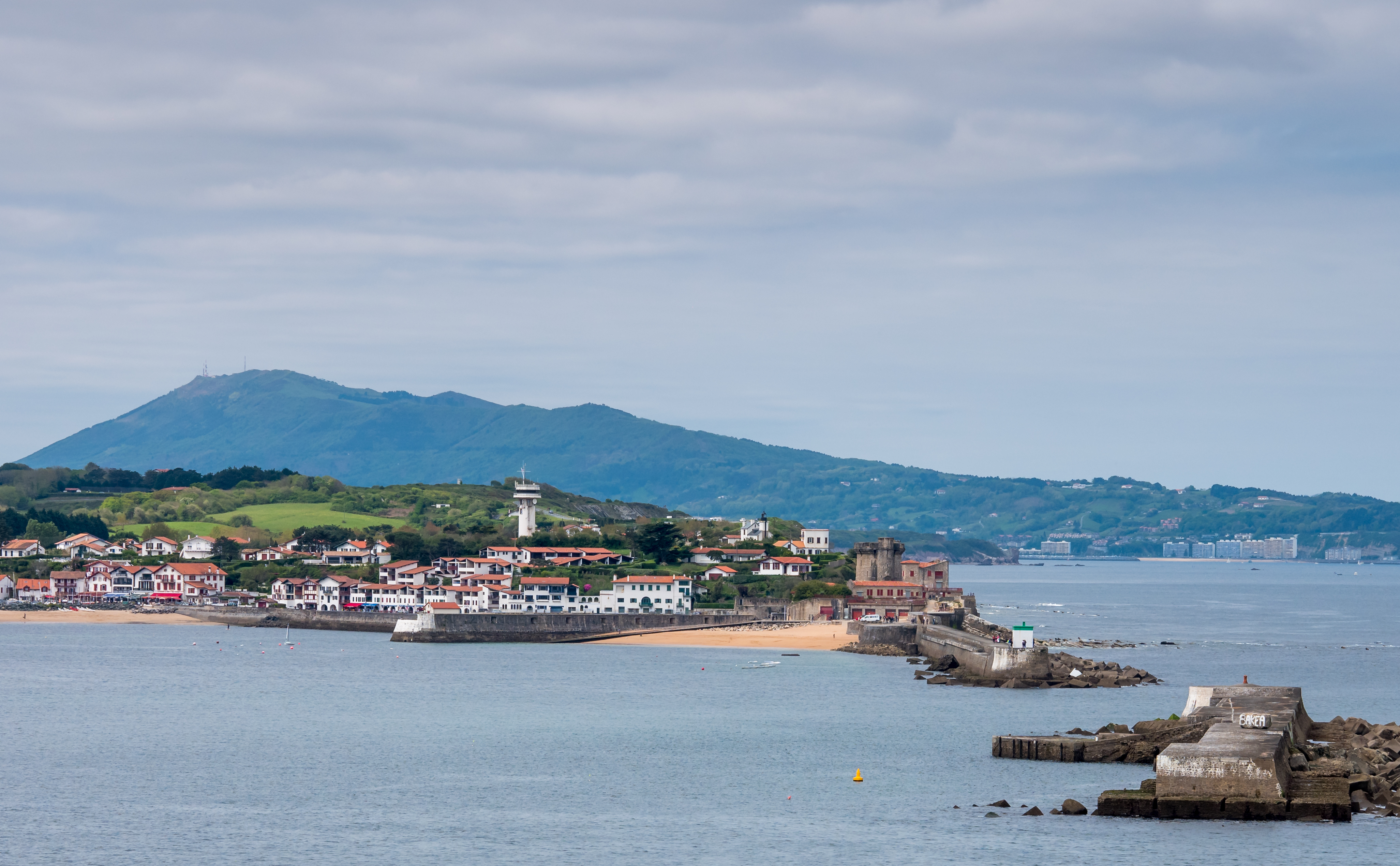
Sokoa.

Sokoa (també escrit Socoa en francès) és un barri de la població de Ziburu (Lapurdi) situat a l'extrem oest de la badia de Donibane Lohizune i separat del centre urbà pel riu Untxin.
Limita per l'oest amb Urruña, comuna a la qual va pertànyer anteriorment. Alberga el fort de Sokoa, construït durant la dècada de 1790 i dissenyat per Sébastien Le Prestre, el marquès de Vauban sobre les restes d'una estructura militar aixecada pels espanyols durant la Guerra dels Trenta Anys. Escenari de lluites durant les guerres napoleòniques, fou ocupat pels britànics el 1814 i reconstruït entre 1816 i 1817. El fort fou aprofitat per la Kriegsmarine per instal·lar-hi bateries de canons el 1942 i defensar la façana atlàntica de la França ocupada pels nazis. Recentment van localitzar-se desenes d'obusos de la Segona Guerra Mundial a les aigües de Sokoa. Actualment pertany al Ministeri de Cultura francès tot i que el 2010 el govern va anunciar un pla per vendre edificis d'interès històric entre els quals es troba el fort de Sokoa.